# Šaptaji ljubezni
Šaptaji ljubezni  (fr. Les murmures de l'Amour) je slika William-Adolphe Bouguereaua iz ljeta 1889. 
Slika prikazuje lijepu mladu djevojku kako sjedi na stijeni s vrčom ispod ruke. Iza nje se nalazi divan krajolik od listopadnih stabla i proljetnoga cvijeća, a na uho joj mali bezgrešan anđeo šapće slatke šaptaje ljubezni. Djevojčin dugi pogled pokazuje žudnju i vapaj, dok je njeno srce obuzeto mišlju o slatkoj ljubavi.

## Vanjske poveznice
- Slike Williama Adolphea Bouguereaua (engl.)